# Grands Boulevards (groupe)
Pour les articles homonymes, voir Grands Boulevards.
Grands Boulevards, également abrégé GBVDS, est un groupe de rock indépendant français, originaire de Paris. Actif depuis 2014, le groupe est composé de Daniel Armand (ancien membre du groupe Triste Sire), Pierre Locatelli, Adrien Chapuis et Julien Lifermann. 

## Biographie
Fondé en janvier 2014, le groupe Grands Boulevards est formé à l'initiative de Daniel Armand et Adrien Chapuis.
Après une tournée franco-suisse en première partie de Kaolin, Daniel Armand propose quelques démos au guitariste qui l'accompagne sur sa carrière solo. Les influences et les sonorités diffèrent tant du projet musical qui les réunit alors, qu'ils décident de lancer ensemble un nouveau groupe : Grands Boulevards. Ils sont rejoints la même année par Pierre Locatelli (du groupe Lady Kill et Pharms) puis quelques mois plus tard par Julien Lifermann (ex-batteur du groupe Caravage). Leur style va se définir progressivement comme un mélange de rock indépendant, de synthpop atmosphérique en passant par de la folk. Le groupe n'a pas de chanteur attitré ; Pierre, Adrien et Daniel apportent chacun le timbre de leur voix au gré des compositions.
Au printemps 2015, après une première expérience négative avec un producteur, le groupe Grands Boulevards décide de produire lui-même son premier EP constitué de cinq titres. Intitulé Hit the Ground, cet EP sortira officiellement en novembre 2015. Il sera accompagné d'une vidéo du photographe/vidéaste Jovan Todorović.
En septembre 2016, le combo sort en exclusivité le titre Children of Light sur le label Homerun House, mixé par Zoé du Studio Zoé H. Cette chanson rend hommage au discours de la militante écologiste Severn Cullis-Suzuki. Le 14 juin 1992, lors de la conférence du Sommet de la Terre à Rio de Janeiro, Severn, alors âgée de 12 ans, prend la parole devant les chefs d’état du monde entier pour alerter sur les questions environnementales. Lorsque le groupe compose cette chanson 25 ans plus tard, le sujet est plus que jamais d'actualité.
Le 11 novembre 2016, le Hard Rock Cafe de Lyon invite le groupe Grands Boulevards pour son premier concert d'ouverture en public.
Pour accompagner la sortie de leur second opus, le clip de Children of Light est mis en ligne le 26 avril 2017. Le 5 mai 2017, Grands Boulevards sort l'album/EP Blue Paradise, noté par la presse spécialisée,,. Il est mixé et co-réalisé par Zoé H., excepté le titre Hypnotic River, mixé par Daniel Armand. Durant la semaine de sa sortie, Blue Paradise est consacré « album de la semaine » dans l'émission British Connection, et est diffusé sur 150 radios en France, Belgique, Suisse et Canada.

## Membres
- Daniel Armand - chant, basse, claviers, programmation
- Pierre Locatelli - chant, piano, claviers
- Adrien Chapuis - chant, guitares, claviers
- Julien Lifermann - batterie